# Lista siturilor arheologice din județul Buzău - A
Lista siturilor arheologice din județul Buzău - A conține toate siturile arheologice din județul Buzău înscrise în Repertoriul Arheologic Național (RAN) și aflate în localități al căror nume începe cu litera A. RAN este administrat de Ministerul Culturii și Patrimoniului Național și cuprinde date științifice, cartografice, topografice, imagini și planuri, precum și orice alte informații privitoare la zonele cu potențial arheologic, studiate sau nu, încă existente sau dispărute.
Puteți căuta un sit din localitățile care încep cu litera A folosind formularul de mai jos sau puteți naviga prin toate siturile din județ la Lista siturilor arheologice din județul Buzău.
| Cod RAN                                  | Denumire | Localitate                    | Adresă                 | Datare                 | Descoperit | Coordonate | Imagine           | Erori            |
| ---------------------------------------- | --- | ----------------------------- | ---------------------- | ---------------------- | ---------- | ---------- | ----------------- | ---------------- |
| 46037.02.01 (Cod LMI: BZ-I-m-B-02193.07) | Situl arheologic de la Aldeni - "Țurțudău" / ansamblu anonim (Categorie: locuire civilă) (Tip: Așezare)                | sat Aldeni, comuna Cernătești | Turțudău               | Monteoru mil. V        |            |            | Încărcați imagine | Raportați eroare |
| 46037.02.02 (Cod LMI: BZ-I-m-B-02193.01) | Situl arheologic de la Aldeni - "Țurțudău" / ansamblu anonim (Categorie: locuire civilă) (Tip: Așezare)                | sat Aldeni, comuna Cernătești | Turțudău               | sec. V                 |            |            | Încărcați imagine | Raportați eroare |
| 46037.02.03 (Cod LMI: BZ-I-m-B-02193.02) | Situl arheologic de la Aldeni - "Țurțudău" / ansamblu anonim (Categorie: locuire civilă) (Tip: Așezare)                | sat Aldeni, comuna Cernătești | Turțudău               | sec. II - IV           |            |            | Încărcați imagine | Raportați eroare |
| 46037.02.04 (Cod LMI: BZ-I-m-B-02193.03) | Situl arheologic de la Aldeni - "Țurțudău" / ansamblu anonim (Categorie: locuire civilă) (Tip: Așezare)                | sat Aldeni, comuna Cernătești | Turțudău               | sec. XII - V a. Chr.   |            |            | Încărcați imagine | Raportați eroare |
| 46037.02.05 (Cod LMI: BZ-I-m-B-02193.04) | Situl arheologic de la Aldeni - "Țurțudău" / ansamblu anonim (Categorie: locuire civilă) (Tip: Așezare)                | sat Aldeni, comuna Cernătești | Turțudău               | Monteoru mil III - II  |            |            | Încărcați imagine | Raportați eroare |
| 46037.02.06 (Cod LMI: BZ-I-m-B-02193.05) | Situl arheologic de la Aldeni - "Țurțudău" / ansamblu anonim (Categorie: locuire civilă) (Tip: Așezare)                | sat Aldeni, comuna Cernătești | Turțudău               |                        |            |            | Încărcați imagine | Raportați eroare |
| 46037.02.07 (Cod LMI: BZ-I-m-B-02193.06) | Situl arheologic de la Aldeni - "Țurțudău" / ansamblu anonim (Categorie: locuire civilă) (Tip: Așezare)                | sat Aldeni, comuna Cernătești | Turțudău               |                        |            |            | Încărcați imagine | Raportați eroare |
| 49563.01.03 (Cod LMI: BZ-I-s-B-02192)    | Situl arheologic de la Albești - "Pe muchia spre Moisica" / ansamblu anonim (Categorie: locuire civilă) (Tip: Așezare) | sat Albești, comuna Smeeni    | Pe muchia spre Moisica | sec. IV                |            |            | Încărcați imagine | Raportați eroare |
| 49563.01.01 (Cod LMI: BZ-I-s-B-02192)    | Situl arheologic de la Albești - "Pe muchia spre Moisica" / ansamblu anonim (Categorie: locuire civilă) (Tip: Așezare) | sat Albești, comuna Smeeni    | Pe muchia spre Moisica | Boian                  |            |            | Încărcați imagine | Raportați eroare |
| 49563.01.02 (Cod LMI: BZ-I-s-B-02192)    | Situl arheologic de la Albești - "Pe muchia spre Moisica" / ansamblu anonim (Categorie: locuire civilă) (Tip: Așezare) | sat Albești, comuna Smeeni    | Pe muchia spre Moisica |                        |            |            | Încărcați imagine | Raportați eroare |
| 46037.01.01                              | Situl arheologic de la Aldeni - "Dealul Balaurul" / ansamblu anonim (Categorie: locuire civilă) (Tip: Așezare)         | sat Aldeni, comuna Cernătești | Dealul Balaurul        | Boian                  |            |            | Încărcați imagine | Raportați eroare |
| 46037.01.02                              | Situl arheologic de la Aldeni - "Dealul Balaurul" / ansamblu anonim (Categorie: locuire civilă) (Tip: Așezare)         | sat Aldeni, comuna Cernătești | Dealul Balaurul        | Stoicani - Aldeni - II |            |            | Încărcați imagine | Raportați eroare |
| 46037.01.03                              | Situl arheologic de la Aldeni - "Dealul Balaurul" / ansamblu anonim (Categorie: locuire civilă) (Tip: Așezare)         | sat Aldeni, comuna Cernătești | Dealul Balaurul        | Gumelnița              |            |            | Încărcați imagine | Raportați eroare |
| 46037.01.05                              | Situl arheologic de la Aldeni - "Dealul Balaurul" / ansamblu anonim (Categorie: locuire civilă) (Tip: Așezare)         | sat Aldeni, comuna Cernătești | Dealul Balaurul        |                        |            |            | Încărcați imagine | Raportați eroare |
| 46037.03.01                              | Așezarea preistorică de la Aldeni - "Muchia Vulturului" / ansamblu anonim (Categorie: locuire civilă) (Tip: Așezare)   | sat Aldeni, comuna Cernătești | Muchia Vulturului      |                        |            |            | Încărcați imagine | Raportați eroare |
| 46037.03.02                              | Așezarea preistorică de la Aldeni - "Muchia Vulturului" / ansamblu anonim (Categorie: locuire civilă) (Tip: Așezare)   | sat Aldeni, comuna Cernătești | Muchia Vulturului      |                        |            |            | Încărcați imagine | Raportați eroare |
| 46037.03.03                              | Așezarea preistorică de la Aldeni - "Muchia Vulturului" / ansamblu anonim (Categorie: locuire civilă) (Tip: Așezare)   | sat Aldeni, comuna Cernătești | Muchia Vulturului      |                        |            |            | Încărcați imagine | Raportați eroare |
| 49563.02.01                              | Situl arheologic de la Albești - "Movila Albești" / ansamblu anonim (Categorie: locuire civilă) (Tip: Așezare)         | sat Albești, comuna Smeeni    | Movila Albești         |                        |            |            | Încărcați imagine | Raportați eroare |
| 49563.02.02                              | Situl arheologic de la Albești - "Movila Albești" / ansamblu anonim (Categorie: locuire civilă) (Tip: Așezare)         | sat Albești, comuna Smeeni    | Movila Albești         |                        |            |            | Încărcați imagine | Raportați eroare |
| 49563.02.03                              | Situl arheologic de la Albești - "Movila Albești" / ansamblu anonim (Categorie: locuire civilă) (Tip: Așezare)         | sat Albești, comuna Smeeni    | Movila Albești         |                        |            |            | Încărcați imagine | Raportați eroare |